# Pseudobagarius sinensis
Pseudobagarius sinensis är en fiskart som först beskrevs av He, 1981.  Pseudobagarius sinensis ingår i släktet Pseudobagarius och familjen Akysidae. Inga underarter finns listade i Catalogue of Life.